# Schloss Greifenstein (Fränkische Schweiz)

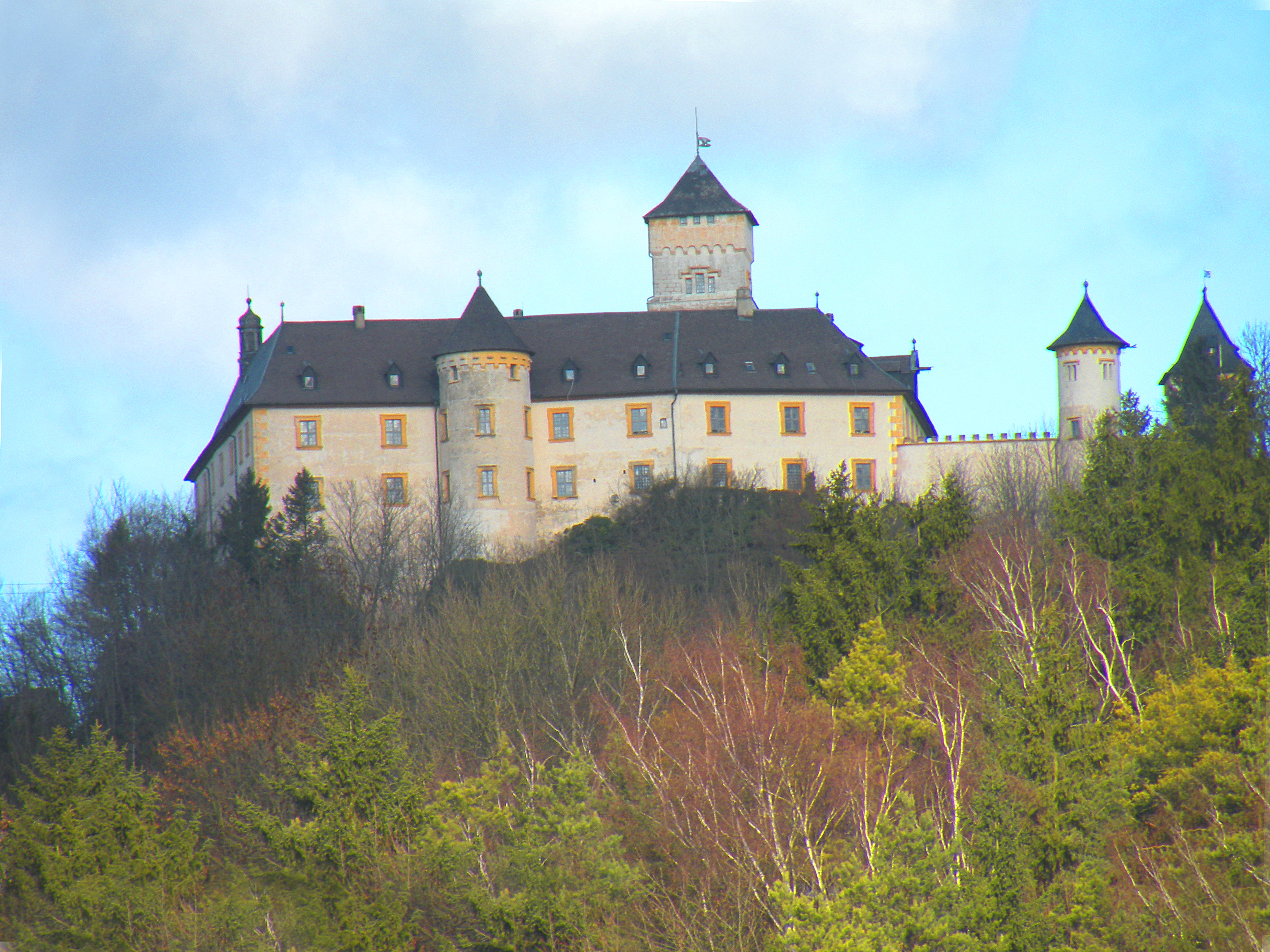
Schloss Greifenstein

Schloss Greifenstein  ist ein Gemeindeteil des Marktes Heiligenstadt i.OFr. im oberfränkischen Landkreis Bamberg in Bayern. Das Schloss liegt in der Fränkischen Schweiz. Eigentümer sind seit 1691 die Grafen von Stauffenberg. Greifenstein hat sechs Einwohner.

## Beschreibung

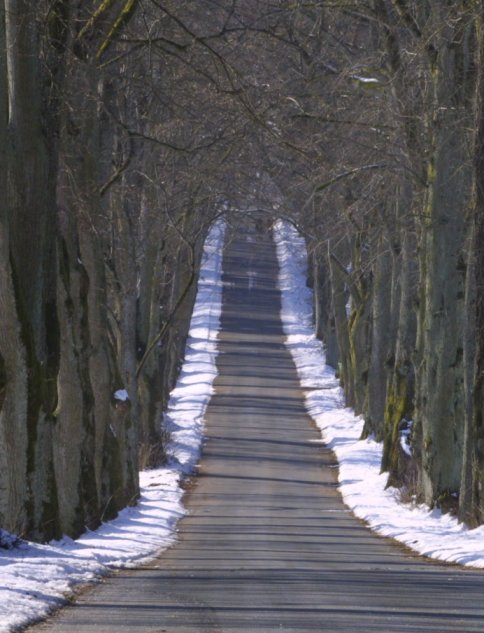
Lindenallee zum Schloss, 2005

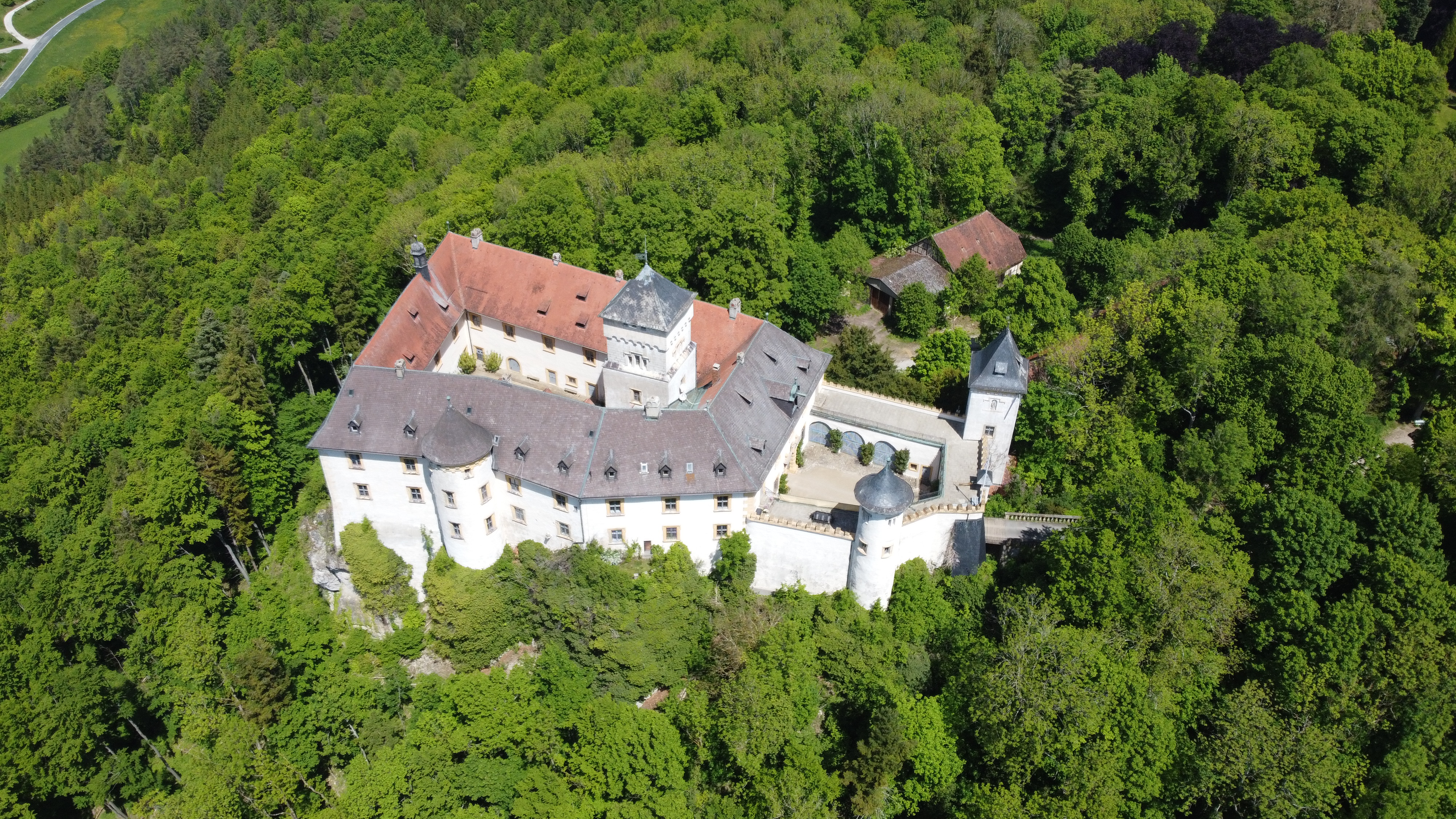
Luftbild von Schloss Greifenstein

Die Auffahrt führt von Osten um einen kleinen künstlichen Hügel, den ein Rundtempel der Ceres krönt, in eine lange Allee, die von 300-jährigen Linden gesäumt wird. Sie führt geradewegs zum Burgtor. Rechts passiert man den Gutshof, links die Hunde-Zwinger der Irish-Terrier.
Der gesamte Schlossberg, der jetzt dicht bewaldet ist, wurde im Mittelalter gerodet und landwirtschaftlich genutzt, auch, um den Schlossherren freie Sicht auf anrückende Feinde zu ermöglichen.
Die Einfahrt zum Schlossvorhof führt über die ehemalige Zugbrücke, die von stehenden Steinlöwen flankiert ist, von denen der linke das Stauffenberg- und der rechte das Trockau-Wappen präsentiert. Das Spitzbogentor am Ende der ehemaligen Zugbrücke ist der einzige Eingang zur Burg. Über dem Tor sind das Stauffenberg-Wappen und ein Wehrerker angebracht.

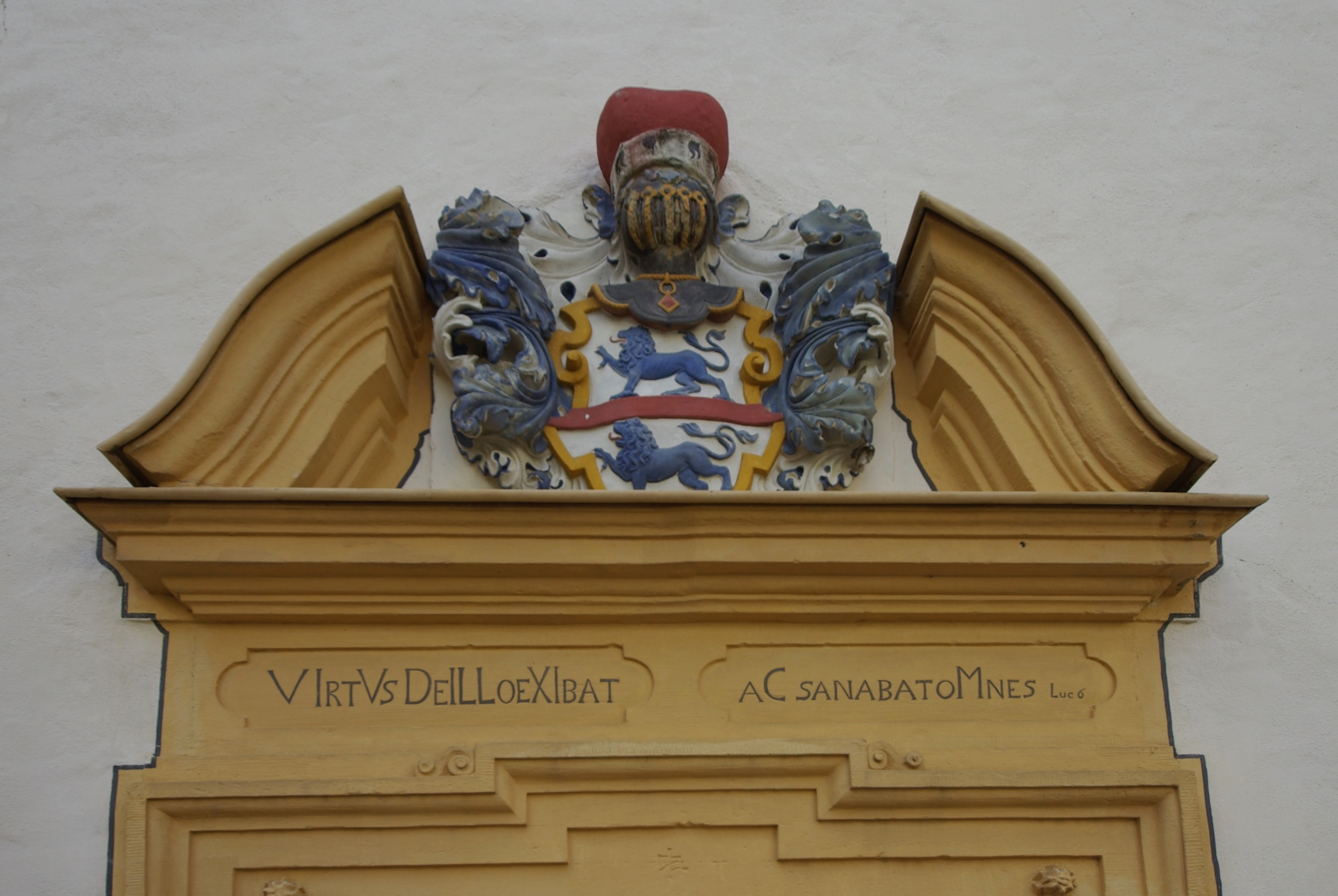
Wappen der Schenk von Stauffenberg, darunter das Schriftband :„VlrtVs DeILLo eXlbat – aC sanabat oMnes Luc. 6“ über dem Eingang zur Schlosskapelle

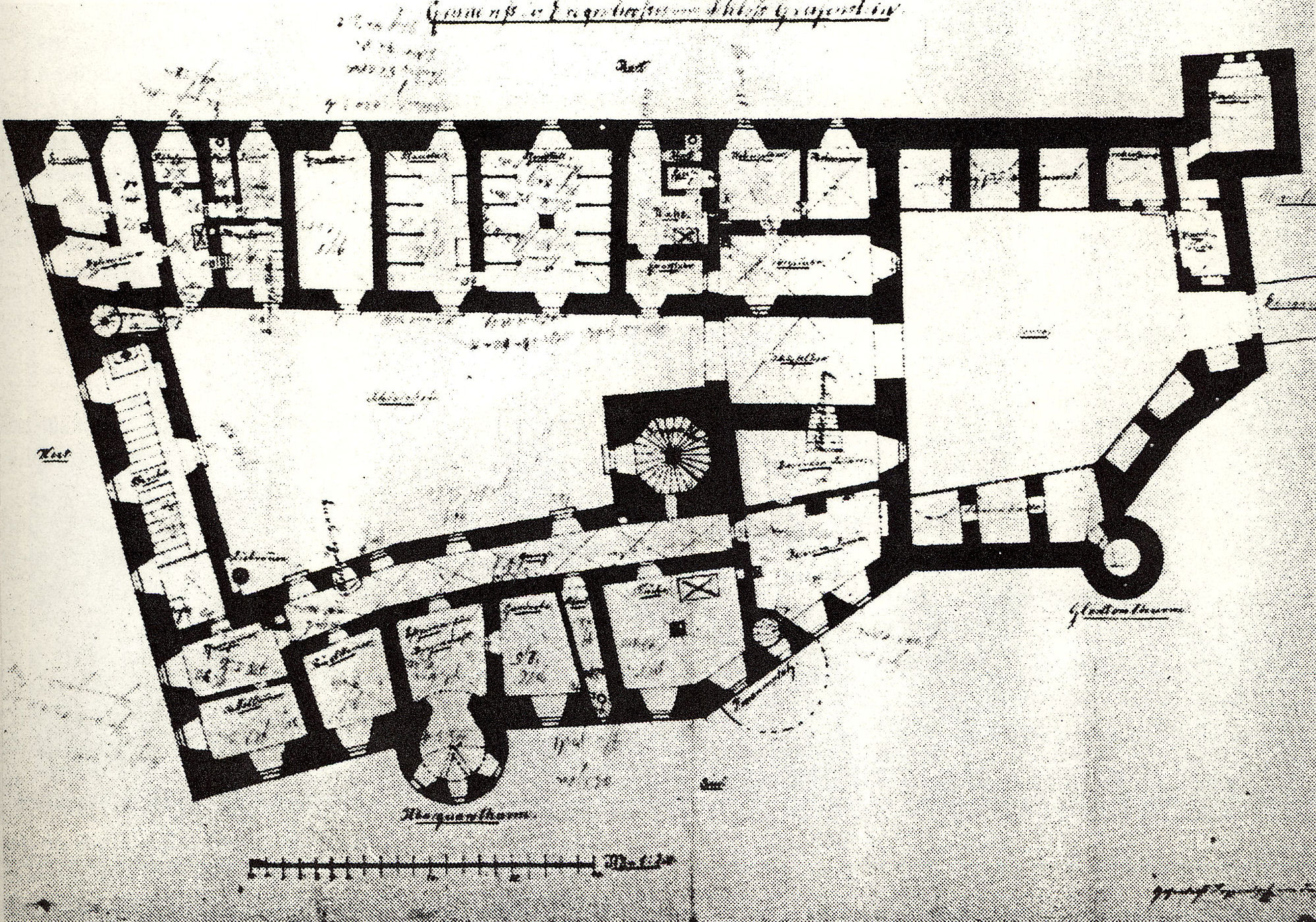
Grundriss des Schlosses, 1886

Hinter einem weiteren Torbogen im Schlossinnenhof steht die dem Heiligen Sebastian geweihte katholische Schlosskapelle. Über dem Portal ist ein Schriftband mit einer lateinischen Inschrift eingelassen:
„VlrtVs DeILLo eXlbat – aC sanabat oMnes Luc. 6“.
Übersetzt bedeutet die Inschrift:
Es ging eine Kraft von ihm aus und heilte alle. (Lukas 6, 19 ). Diese Inschrift ist ein Chronostichon und ergibt die Jahreszahl 1723.
Im Innenhof befindet sich ein 92 Meter tiefer Ziehbrunnen, der im Jahr 1691 von Mainzer Bergleuten durch den Fels getrieben wurde.
Teile des Schlosses mit einer großen Sammlung von Jagdwaffen, Trophäen, der Schlosskapelle, originalen Möbeln und der Bibliothek sind auch dem Besucher zugänglich. Die Ausstellungsstücke zeugen von der Bedeutsamkeit der Jagd und Wilderei in früheren Zeiten sowie dem Leben der Familie im Schloss, das bis heute kein Museum im herkömmlichen Stile ist, sondern lebendige Geschichte.
In einem Bericht aus der Zeit der romantischen Entdeckung der Fränkischen Schweiz erwähnte Gottlieb Zimmermann im Jahr 1840 eine Wanderroute entlang der Leinleiter, wobei er auch Schloss Greifenstein beschrieb:

„Eine Lindenallee, vermischt mit Buchen, führt von der nahen Neumühle aus zum Schlosse Greifenstein, das dem Herrn v. Stauffenberg gehört Es liegt auf der Höhe des Bergrückens in der fränkischen Schweiz, der zwischen der Leinleiter und der forellenreichen Aufseeß sich hinzieht, und das Aufseeßer Gebirg genannt wird.
Das Schloß ist althertümlich gebaut und gewährt von seinen obern Fenstern eine schöne Aussicht. Merkwürdig ist auch sein tiefer Brunnen, Rings herum sind die sehenswerten Gartenanlagen, wo die Kunst und Sorgfalt des Gärtners über den rauhen Boden und das Klima – denn oft im Mai ists hier ziemlich kalt – den Sieg davontrug. Zu bemerken sind die Gewächshäuser, die Orangerie, der Sommersalon, ein Felsengang mit dem Vehmgericht, das, an eine gewaltige Zeit erinnernd, bei einer rechten Ritterburg nicht fehlen darf, eine moderne Kegelbahn usw. ein Lusthaus auf einem Felsen, der mit einem andern benachbarten durch eine Kettenbrücke verbunden ist, eine Obelisk, und vor allem eine gothische Kapelle, die wegen ihrer sieben Fenster mit Glasmalereien bewundert wird.“

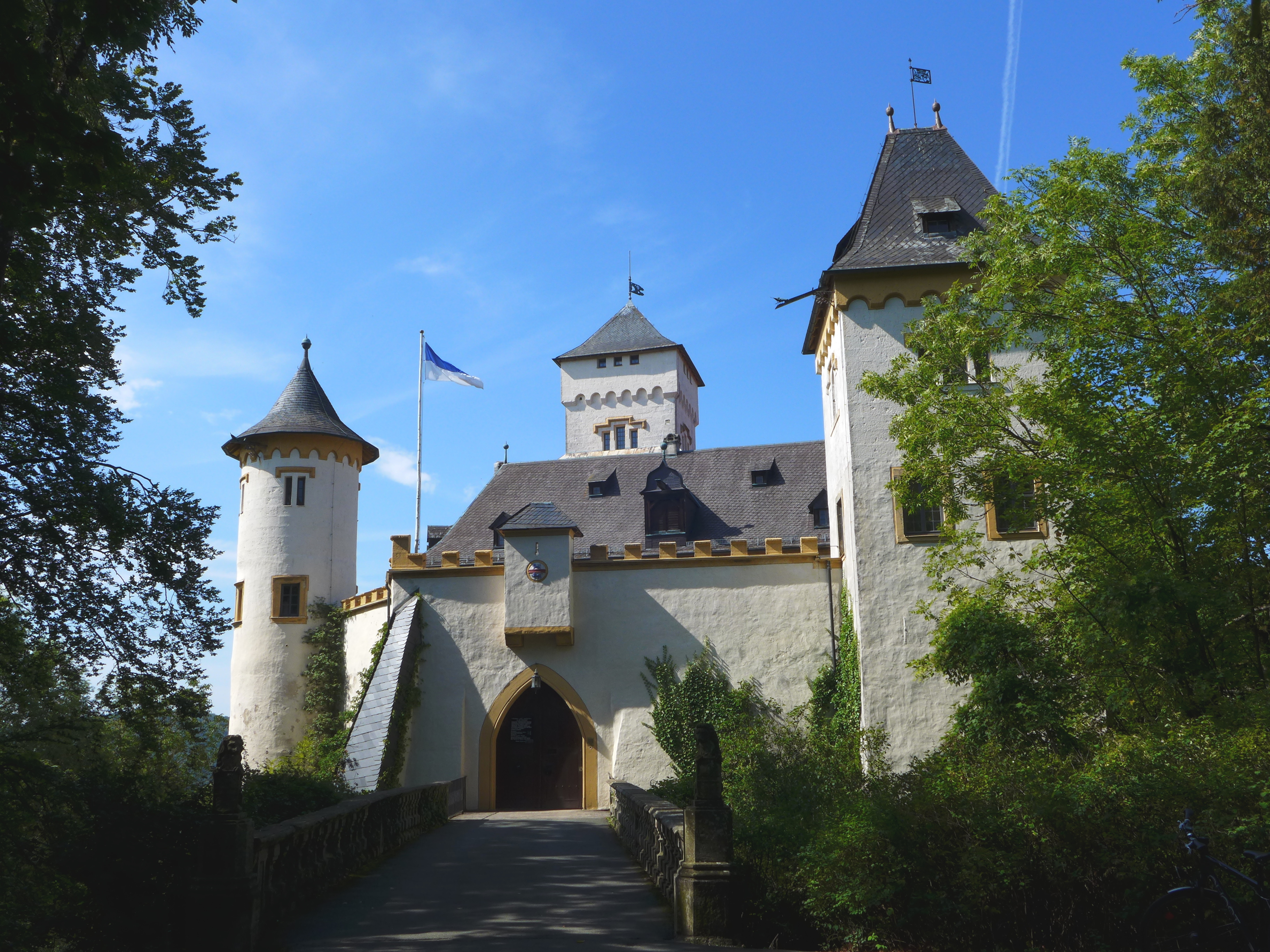
Zugangsbrücke und Eingangstor, 2015
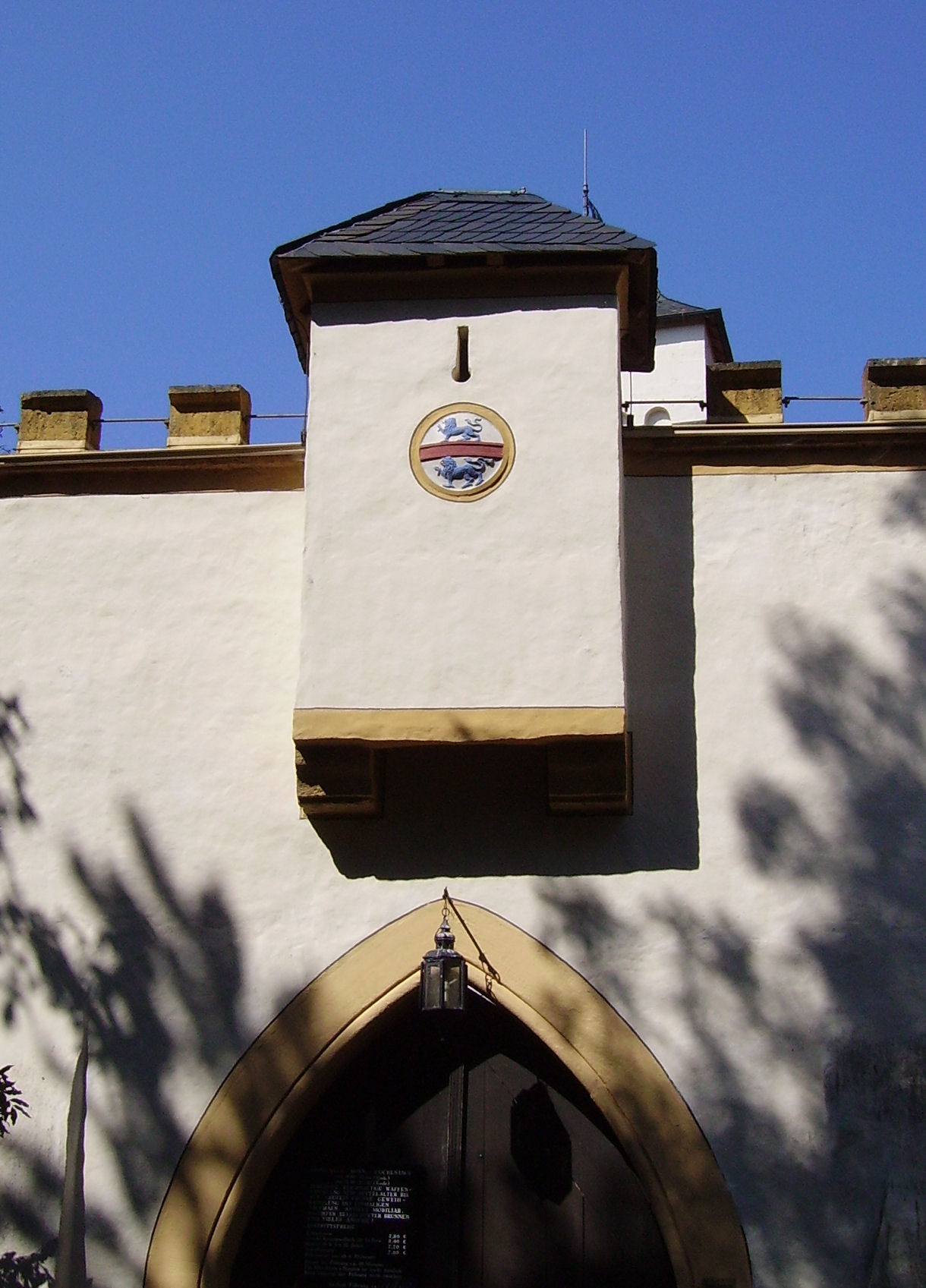
Wehrerker mit Familienwappen und Schießscharte, 2005
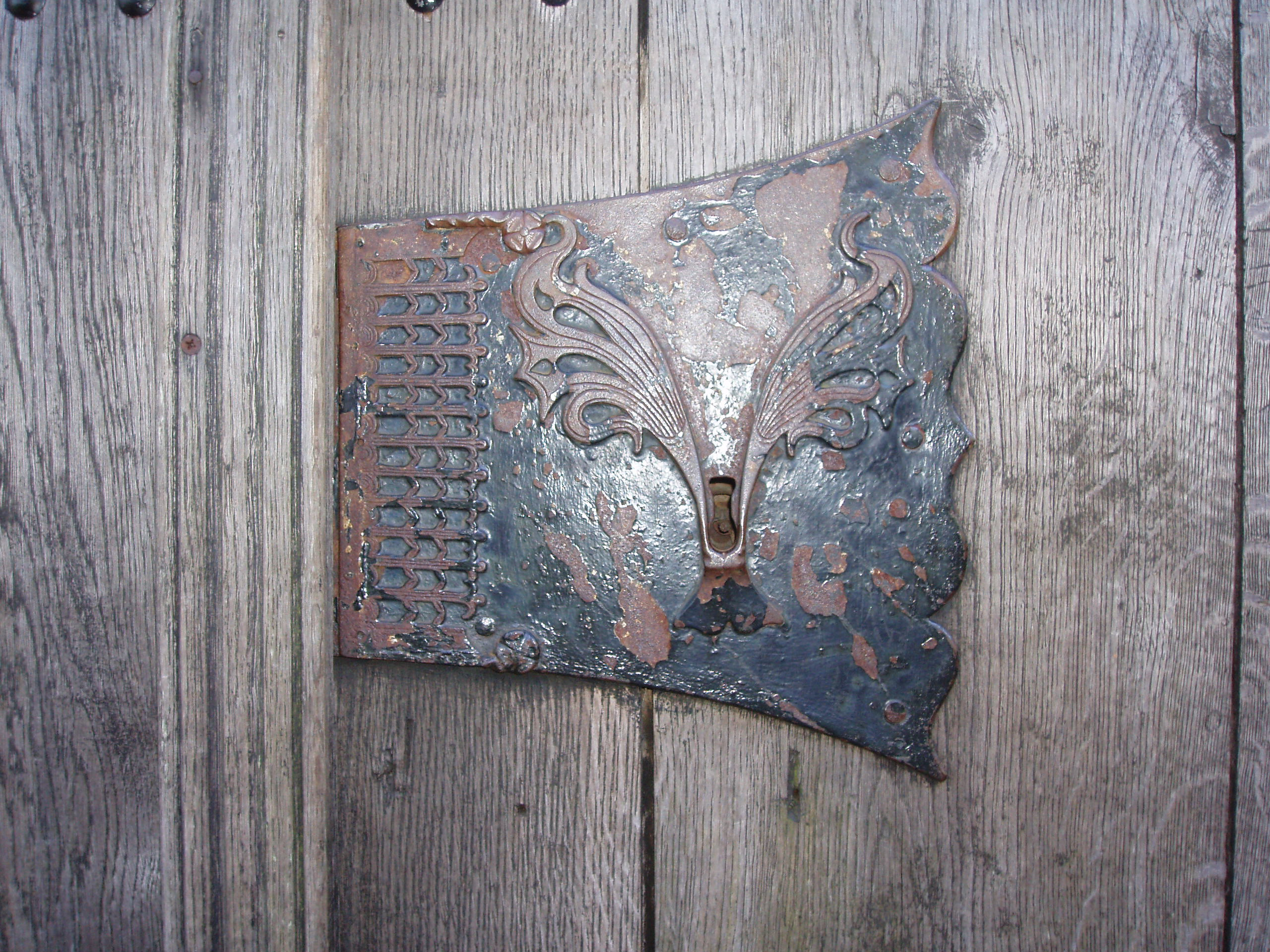
Schloss des Eingangstors
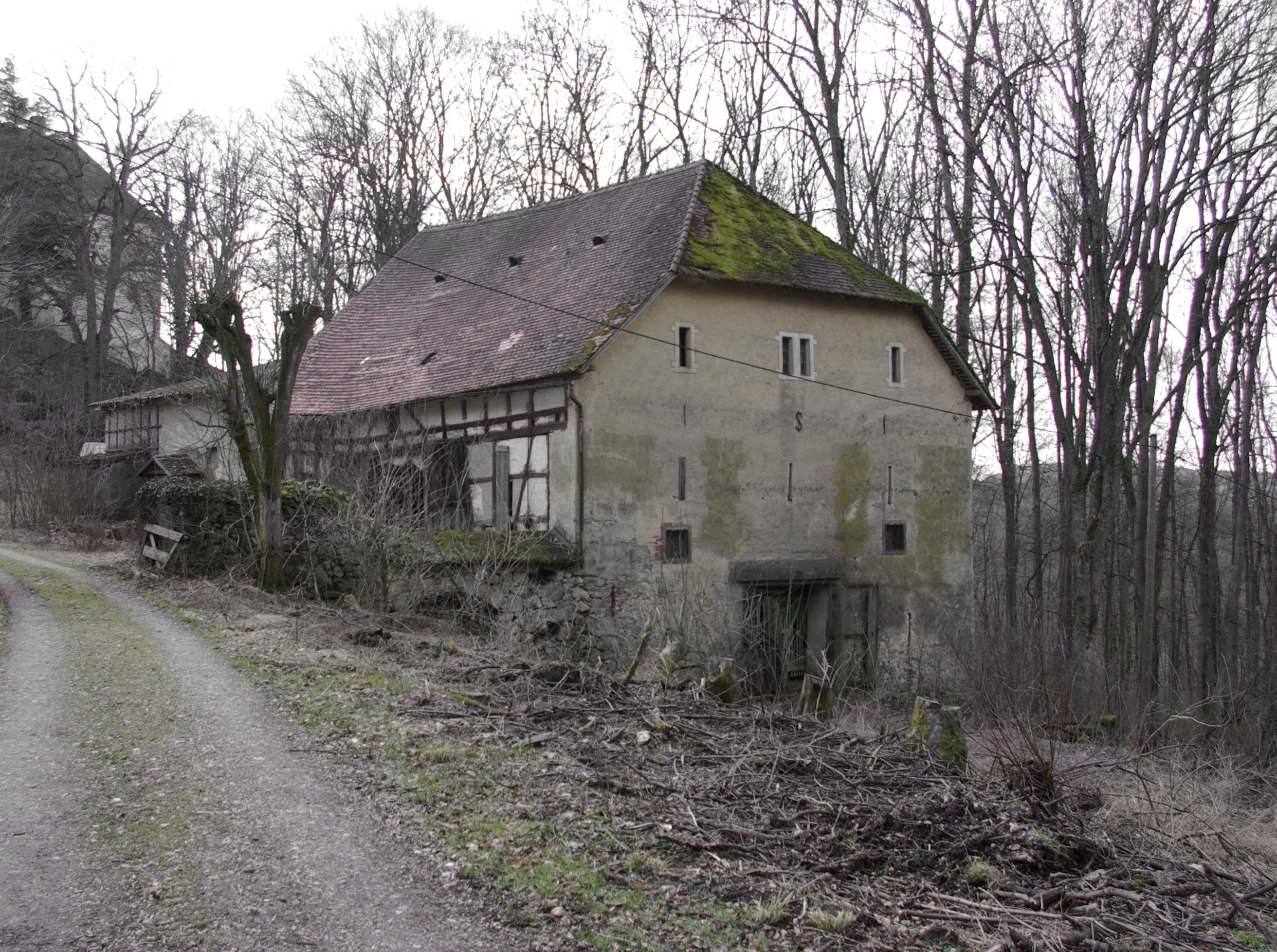
Nebengebäude, 2011
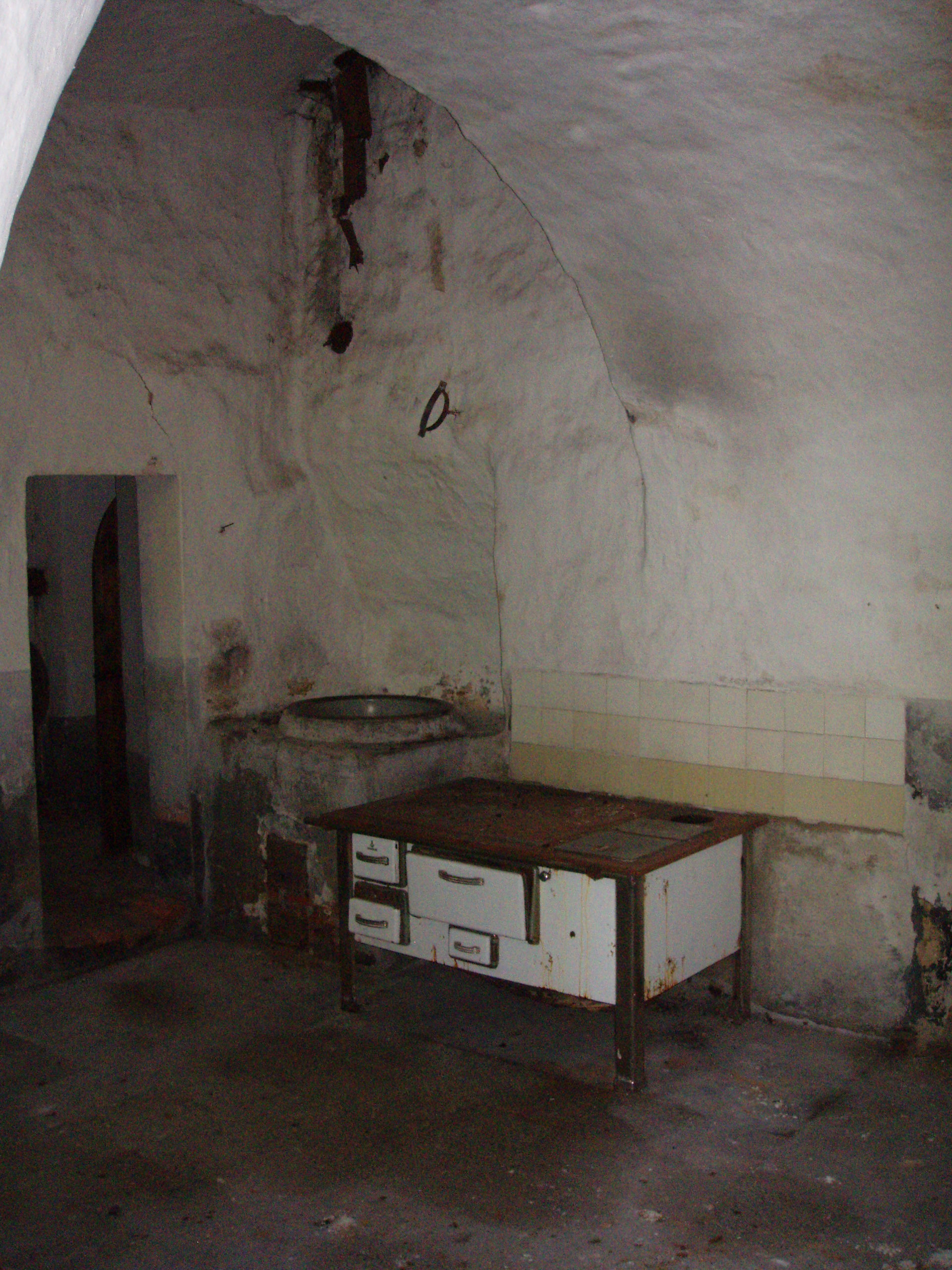
Blick in ein Nebengebäude, 2008

## Geschichte der Burg
Wer die Burg ursprünglich erbaut hat, ist nicht bekannt. Im Jahr 1172 wurde zum ersten Mal der Name der Burg mit Eberhard de Grifenstein aus dem Geschlecht der Schlüsselberger erwähnt.
Bis zu ihrem Aussterben im Jahre 1347 besaßen die Schlüsselberger die Burg. Mit dem Aussterben ihrer Nachfolger, der Herren von Streitberg im Jahre 1690 fiel das Lehen an den Lehnsherrn, das Hochstift Bamberg, zurück.
Am Anfang des 16. Jahrhunderts wurde die Burg im Bauernkrieg zerstört und danach wieder aufgebaut. Beim Rückfall an das Hochstift Bamberg war sie baufällig. Fürstbischof Marquard Sebastian Schenk von Stauffenberg ließ Greifenstein in den Jahren 1691–1693 restaurieren und unter der Leitung von Leonhard Dientzenhofer in ein Barockschloss verwandeln.
Im Jahr 1691 erhielt der Bamberger Fürstbischof Marquard Sebastian Schenk von Stauffenberg die Burg Greifenstein für seine Verdienste um das Bistum Bamberg als Lehen mit dem Recht der Übertragung auf Blutsverwandte. Mit dem Ende des Hochstifts Bamberg ging Greifenstein in das Eigentum der Familie Stauffenberg über, deren fränkischer Zweig das Schloss heute noch bewohnt.
Die Schenken von Stauffenberg sind ein Uradelsgeschlecht, das 1262 zum ersten Mal urkundlich erwähnt wurde und dessen namensgebende Burg Stauffenberg bei Hechingen in der Grafschaft Hohenzollern lag. Sie hatten das zeremonielle Hofamt des Mundschenken bei den Grafen von Zollern inne. Daher ist der Titel Schenk noch heute Bestandteil ihres Namens.
Zu dieser Familie gehörte auch Oberst Claus Schenk Graf von Stauffenberg, der das Attentat vom 20. Juli 1944 auf Hitler verübte, sowie sein ebenfalls an der Verschwörung beteiligter Bruder Berthold. Die Brüder waren Onkel des Eigentümers von Greifenstein, des Grafen Otto Philipp Schenk von Stauffenberg.
In der Zeit des Nationalsozialismus war Berthold F. L. M. F. Schenk von Stauffenberg (1885–1949) Herr auf Schloss Greifenstein. Der Graf unterhielt engste Beziehungen zum Kronprinzen Rupprecht von Bayern und war auch mit dem deutschen Kaiserhaus befreundet. Das NS-Regime erkannte er nie an; die örtlichen Nationalsozialisten nahmen sogar seine Weigerung hin, die Hakenkreuzfahne aufzuziehen. Das große Eingangstor zum Burghof ließ er 1933 demonstrativ in den bayerischen Farben weiß und blau streichen.
Nach dem gescheiterten Attentat fanden in allen Gauen des Reichs „Treuekundgebungen“ statt. Fritz Wächtler, Gauleiter des Gaus Bayreuth, hatte besonderes Interesse an solchen „machtvollen Volkskundgebungen“, da Claus Schenk Graf von Stauffenberg in seinem Gaugebiet (in Bamberg) seinen Wohnsitz hatte. Am 25. Juli 1944 fand abends in Heiligenstadt, in unmittelbarer Nähe des Schlosses Greifenstein, unter freiem Himmel eine solche Kundgebung statt. Vor rund 2000 „Volksgenossen“ und Parteimitgliedern, die zum Teil mit Sonderzügen angereist waren, legte Wächtler ein „flammendes Treuebekenntnis zum Führer“ ab. Mit Blick auf Greifenstein sagte er: „Dieses Verbrechernest muss mit Stumpf und Stiel ausgerottet werden“. Beabsichtigt war, nach der Kundgebung mit Fackeln dorthin zu ziehen und das Schloss im Rahmen einer „spontanen Volksaktion“ für die NSDAP in Besitz zu nehmen, was die örtliche Bevölkerung aber nicht ausreichend unterstützte. Auf Anregung des Nürnbergerer Gauleiters Julius Streicher sollte das Schloss sogar niedergebrannt werden; Wächtler hingegen plante, das Gebäude als Kinderlandverschickungsheim zu nutzen. Der Polizeichef von Nürnberg und Leiter der Gestapo Benno Martin verhinderte dies. Noch am selben Tag führten Beamte der Staatspolizei Nürnberg im Auftrag Heinrich Himmlers die Beschlagnahme des Schlosses für das Reich durch und eine Polizeieinheit wurde dorthin verlegt. Auf Weisung Martins wurde der vorgefundene Familienschmuck in einer Eichstätter Bank sicher deponiert; nach dem Ende des „Dritten Reichs“ konnten nahezu alle materiellen Güter an die Familie zurückgegeben werden.
Auf Weisung des Landrats von Ebermannstadt stand das Schloss bereits seit dem 21. Juli 1944 ab 9 Uhr morgens unter Bewachung durch die Gendarmerie. Der Telefonanschluss wurde gesperrt und die Briefpost überwacht. Gegen 16 Uhr wurde Greifenstein von einem Sonderkommando der Gestapo besetzt. Die Bewohner wurden verhört, die Suche nach „verdächtigem Material“ blieb erfolglos. Der Schlossverwalter Karl Geiger wurde sofort verhaftet; nach offizieller Darstellung nahm er sich kurze Zeit später im Gerichtsgefängnis von Erlangen das Leben. Am Abend des 23. Juli wurde der 84-jährige Graf auf Anordnung Himmlers in Sippenhaft genommen und in das Bamberger Gerichtsgefängnis eingeliefert. Von dort wurde er nach Würzburg verlegt, wo er am 9. November 1944 an den Folgen der Haft starb. Eine Beerdigung auf dem Familienfriedhof in Greifenstein untersagte Himmler persönlich, daher musste der Graf in aller Stille in Würzburg begraben werden. Auch der Ortspfarrer und Hausgeistliche Leo Wilhelm Madlener wurde am 14. August 1944 verhaftet; am 17. März 1945 wurde er vor dem 2. kleinen Senat des Volksgerichtshofs, der im Justizpalast Bayreuth tagte, gegen die Weisung des Reichsanwalts statt zum Tode zu einer fünfjährigen Zuchthausstrafe verurteilt.
Greifenstein wurde auf Weisung Himmlers enteignet und alle Namensträger der Familie Stauffenberg in Sippenhaft genommen. In Südtirol war die ganze Familie von der Liquidierung bedroht, bevor sie am 30. April 1945 durch amerikanische Truppen aus den Händen der SS befreit wurde. Im Juni 1945 erhielt Klemens Schenk von Stauffenberg, der Sohn des verstorbenen Grafen, das Verfügungsrecht über die Besitzgüter zurück. Nach dessen Tod übernahm sein Sohn Otto Philipp Schenk von Stauffenberg im Jahr 1949 Burg und Schloss Greifenstein.

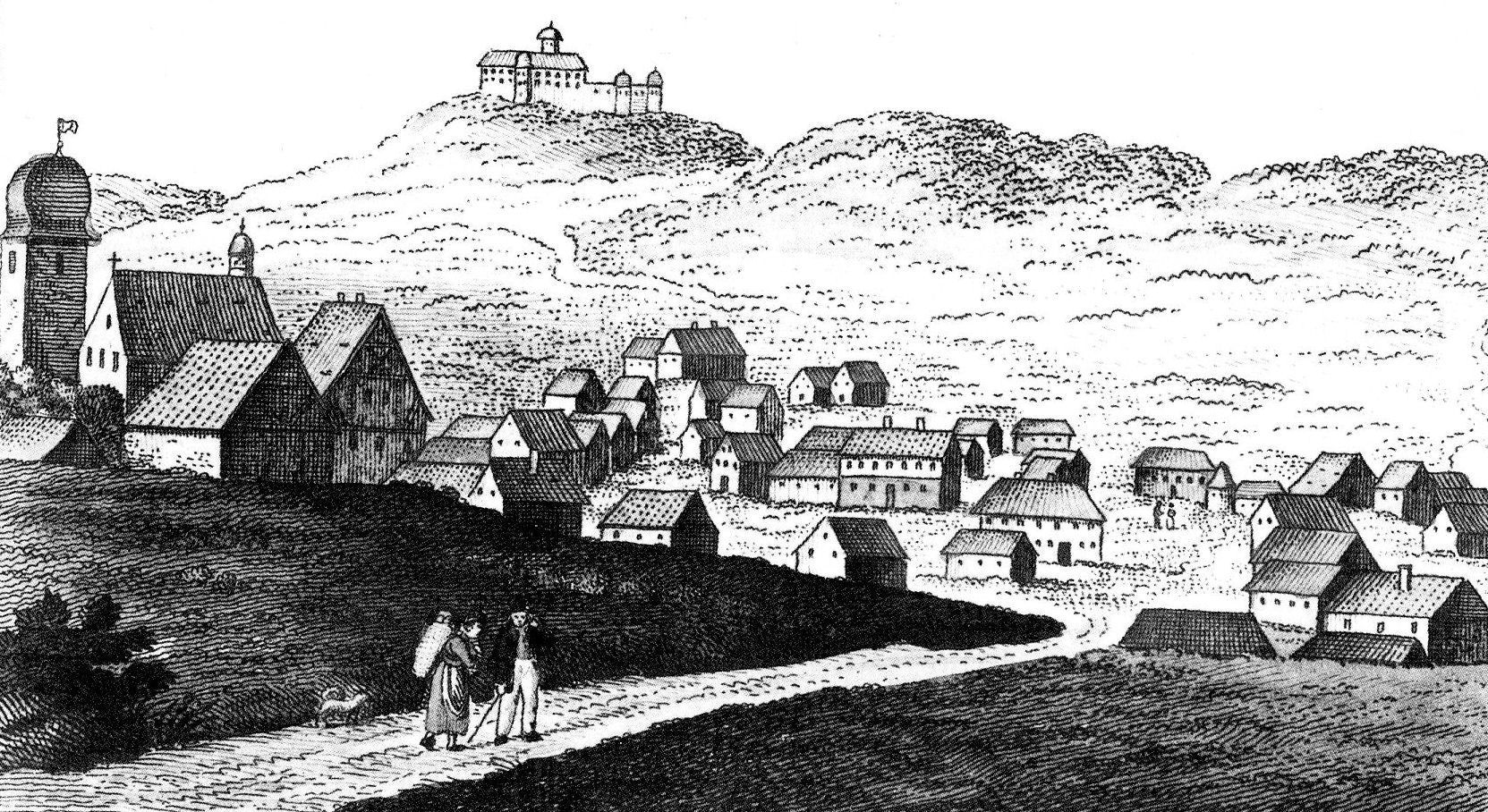
Heiligenstadt und Greifenstein, 1814
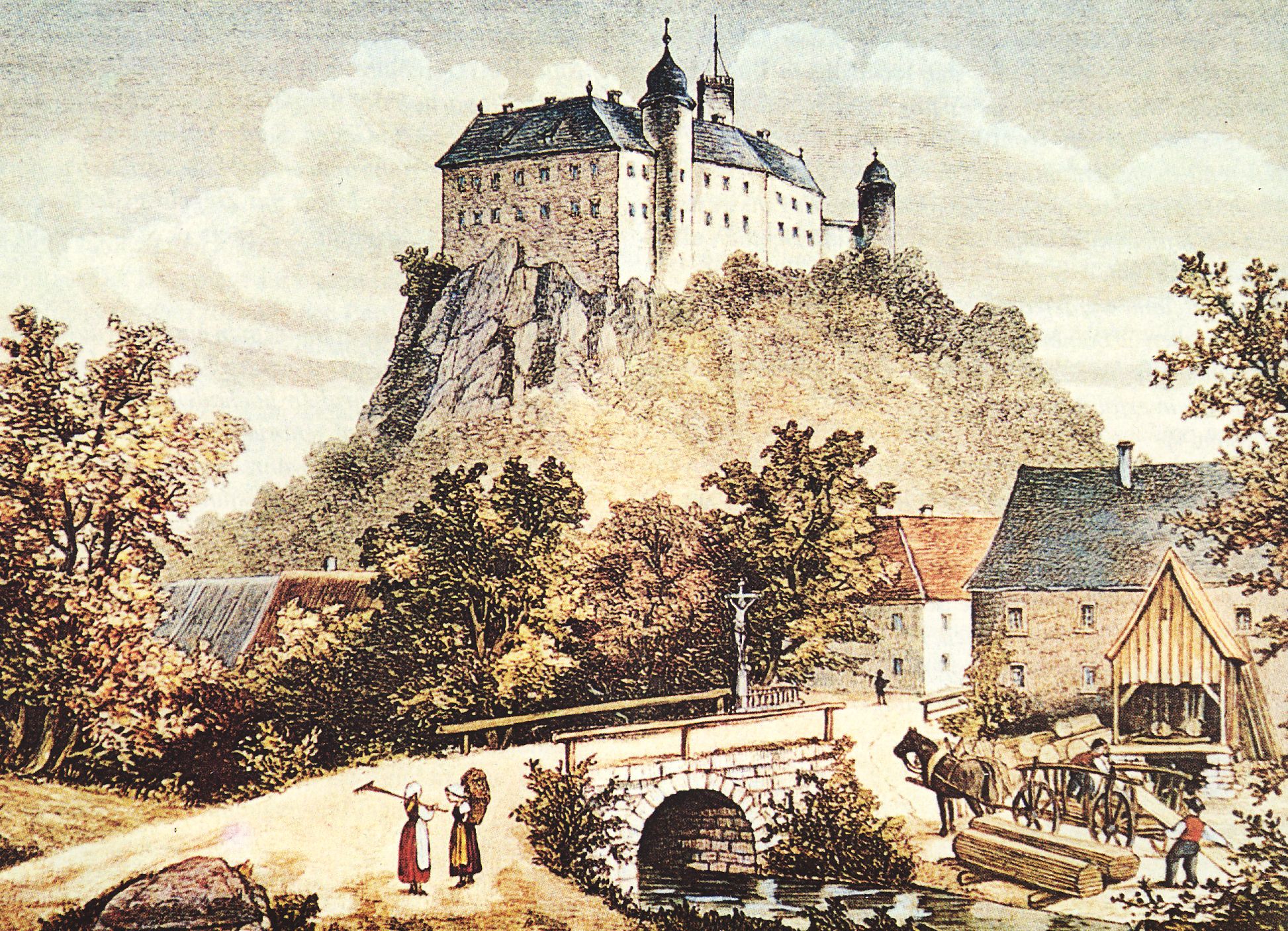
Illustration, um 1880
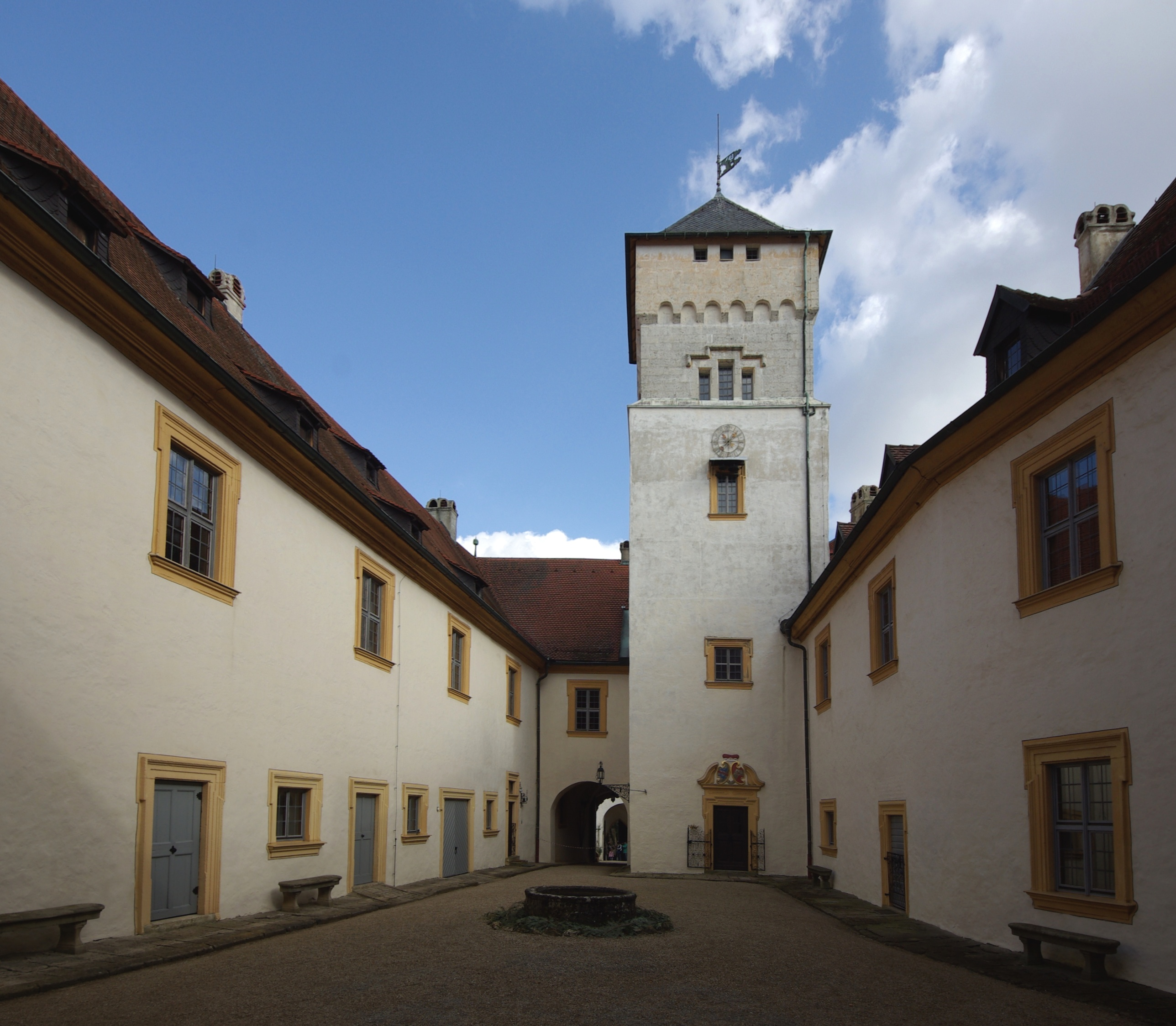
Schlosshof, 2011
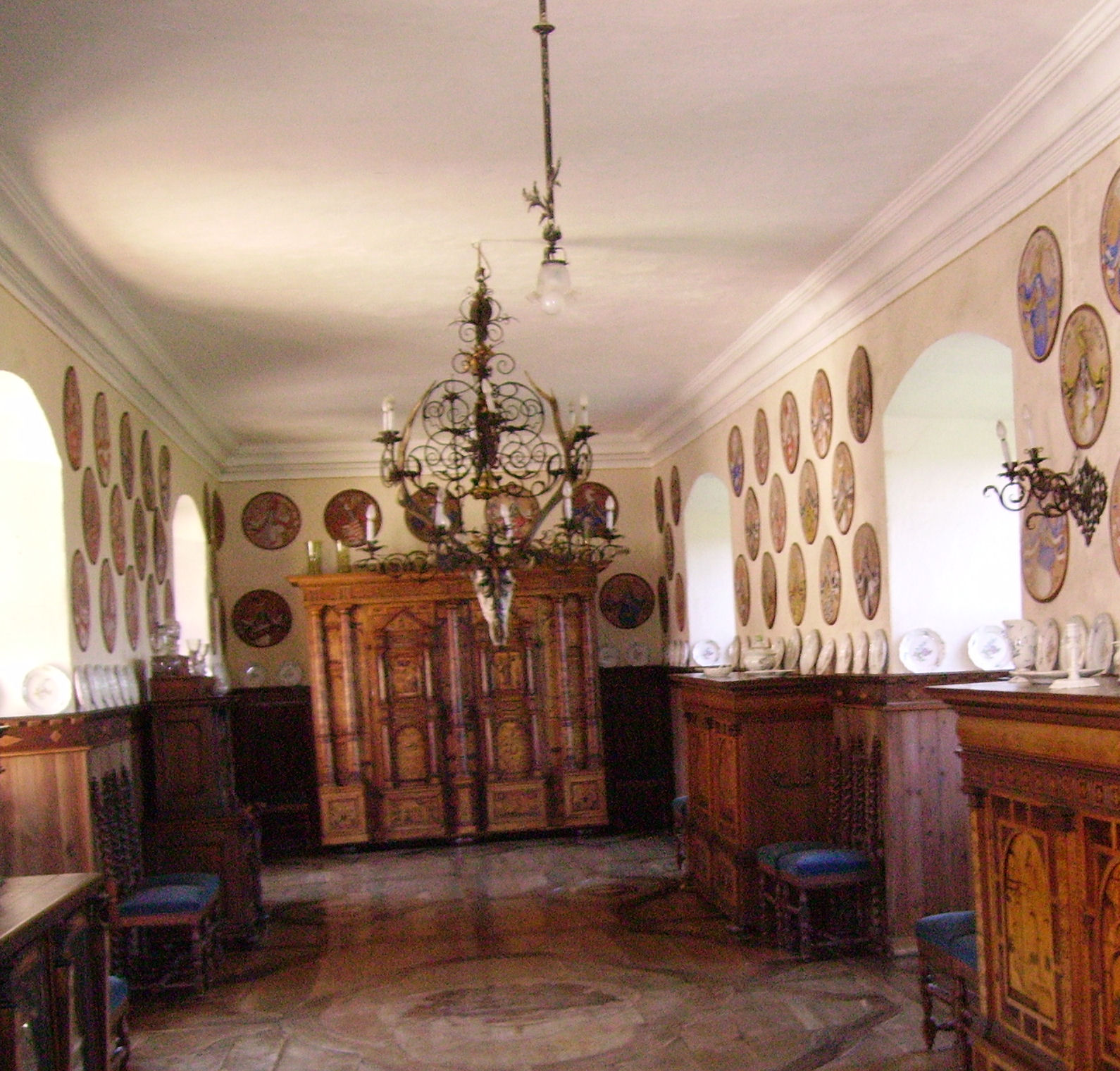
Ahnensaal
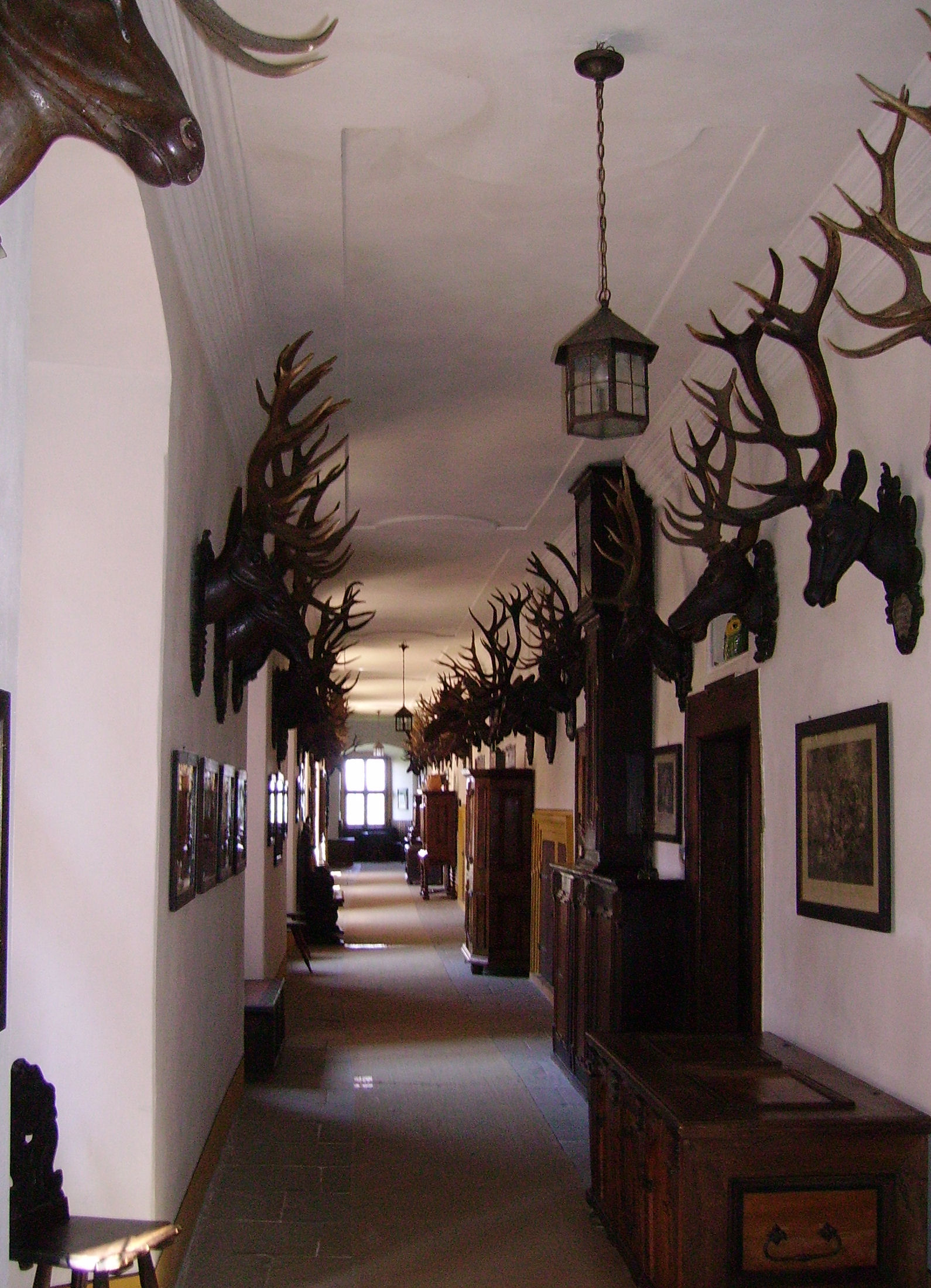
Geweihe im Schloss Greifenstein

## Park
Der einst gepflegte Park ist heute größtenteils wieder zum Wald geworden, in dem noch einzelne Gestaltungselemente und Gebäude zu finden sind. Unter Marquard Sebastian Schenk von Stauffenberg wurde der Park zunächst nach barockem, französischem Muster angelegt. Zentrale Achsen dieser Anlage waren die ca. 500 m lange Lindenallee vom später errichteten Cerestempel zum Schlosseingang und die etwa 1000 Meter lange nördliche Hauptachse zwischen dem Parktor rechts vor dem Schlosseingang und dem ebenfalls erst später errichteten chinesischen Pavillon. Diese nördliche Hauptachse begann hinter dem nur zu optischen Zwecken errichteten Tor mit einer Rasentreppe, die bis ins 20. Jahrhundert erhalten blieb, heute aber nicht mehr zu erkennen ist. Die Zentren sollten einerseits das noch erhaltene barocke Gartenhaus, andererseits ein nie errichtetes Gebäude bilden. Ein zentrales Rondell, auf dem sich einst ein Springbrunnen befand, ist aufgefüllt, aber noch erkennbar.
Unter Philipp Adam Sigismund von Greifenstein wurde 1719 ein Lustgarten-Sommerhaus mitten im Park errichtet. Vermutlich stammen aus dieser Zeit auch der Cerestempel und der chinesische Pavillon, die die Endpunkte der früher schon angelegten Wege bildeten.
Während der Cerestempel gut erhalten ist, stürzte der etwas kleinere chinesische Pavillon in den 1960er Jahren, längst baufällig geworden, ein. Nach der Veröffentlichung des ersten Parkführers drangen Unbekannte in das Gelände ein und stahlen Teile der Ausstattung dieses Pavillons, woraufhin der Schlossherr die Reste entfernen ließ.
Vom chinesischen Pavillon führte eine von Schneebeerbüschen gesäumte Rasentreppe über mehrere Terrassen zur Gotischen Kapelle. Dieser Weg geriet nach dem Einsturz des Pavillons in Vergessenheit. Ein anderer Weg führt vom einstigen Pavillon zu einem Obelisken und von dort zum Cerestempel.
Der Obelisk wurde zu Ehren des Johann Franz Romanus Schenk von Stauffenberg im Jahr 1793 errichtet. Dieser ließ die Kastanienallee entlang der nördlichen Hauptachse pflanzen und begann mit der Umgestaltung des starr geordneten französischen zu einem englischen Landschaftsgarten. Im 19. Jahrhundert kamen romantische Dekorationselemente unter Franz Ludwig Philipp Schenk von Stauffenberg hinzu.
Im Gegensatz zur früheren Epoche wurden die Bäume in der Zeit des Johann Franz Romanus Schenk von Stauffenberg nicht mehr gewaltsam in Form gebracht und die starren Symmetrieachsen des Parks durch gewundene und serpentinenartige Wege ergänzt.
Unweit des Obelisken, der einst im Zentrum eines Rondells stand, beginnt ein Waldweg zur Gotischen Kapelle und zu einer Betsäule. An diesem Waldweg befindet sich der durch zwei mächtige Eichen gebildete Eingang zum Pferdefriedhof der Schlossherren. Die Gotische Kapelle, als Ruine gebaut, liegt im Wald verborgen. Bis in die 1960er Jahre wurde sie von Gemeindemitgliedern besucht und geschmückt, später wurde sie wohl mehrfach Opfer von Vandalen und Dieben. Sie besaß sieben große Glasfenster mit Gemälden aus dem 16. bis 19. Jahrhundert und mehrere wertvolle Statuen, darunter eine spätgotische Madonna. Der Weg führt von der Gotischen Kapelle weiter durch einen Buchenwald bis zu einer Betsäule im gotischen Stil, die das Gegenstück zum Obelisken auf der Ostseite bildet. Wohl aus dem 19. Jahrhundert stammt der Bildstock des Streitberger Hans. Er erinnert an Hans Wilhelm von Streitberg, der am 15. August 1690 ohne Erben starb. Der 1810 erstmals erwähnte Bildstock wurde 1996 renoviert.
Nahe beim Schloss befand sich ein Gärtnerhaus mit umfangreicher Gärtnerei, die nur noch in Resten erhalten ist.
1806 starb der als hortulanus zelosissimus, als hochverdienter Gärtner, bezeichnete Simon Pölzel, der die Erweiterung des französischen Barockgartens zum englischen Landschaftsgarten bis hin zum englischen Eremitenhaus in die Tat umsetzte. Er wurde im Greifensteiner Schlosspark unweit des Bildstocks begraben. Das schmiedeeiserne Kreuz, das die erhöht liegende Grabstelle kennzeichnete, ist verschwunden. Am Weg zum Eremitenhaus befindet sich eine inzwischen auch von Kletterern genutzte Felspartie, auf deren Rückseite eine verwitterte Inschrift zu finden ist. Möglicherweise ehrte sie den Gärtner. Der Fels, der diese Inschrift trägt, gehörte als Ulrichstein zu einer mittelalterlichen Wehranlage und wurde von späteren Schlossherren als Sitz eines Femegerichts bezeichnet, da er einen höhlenartigen Durchgang aufweist. Vom einst in der Nähe gelegenen englischen Eremitenhaus, das eine Hängebrücke zwischen zwei Felsspitzen aufwies und von dem aus ein unterirdischer Gang zum Schloss führt, sind nur noch wenige Reste erhalten geblieben.

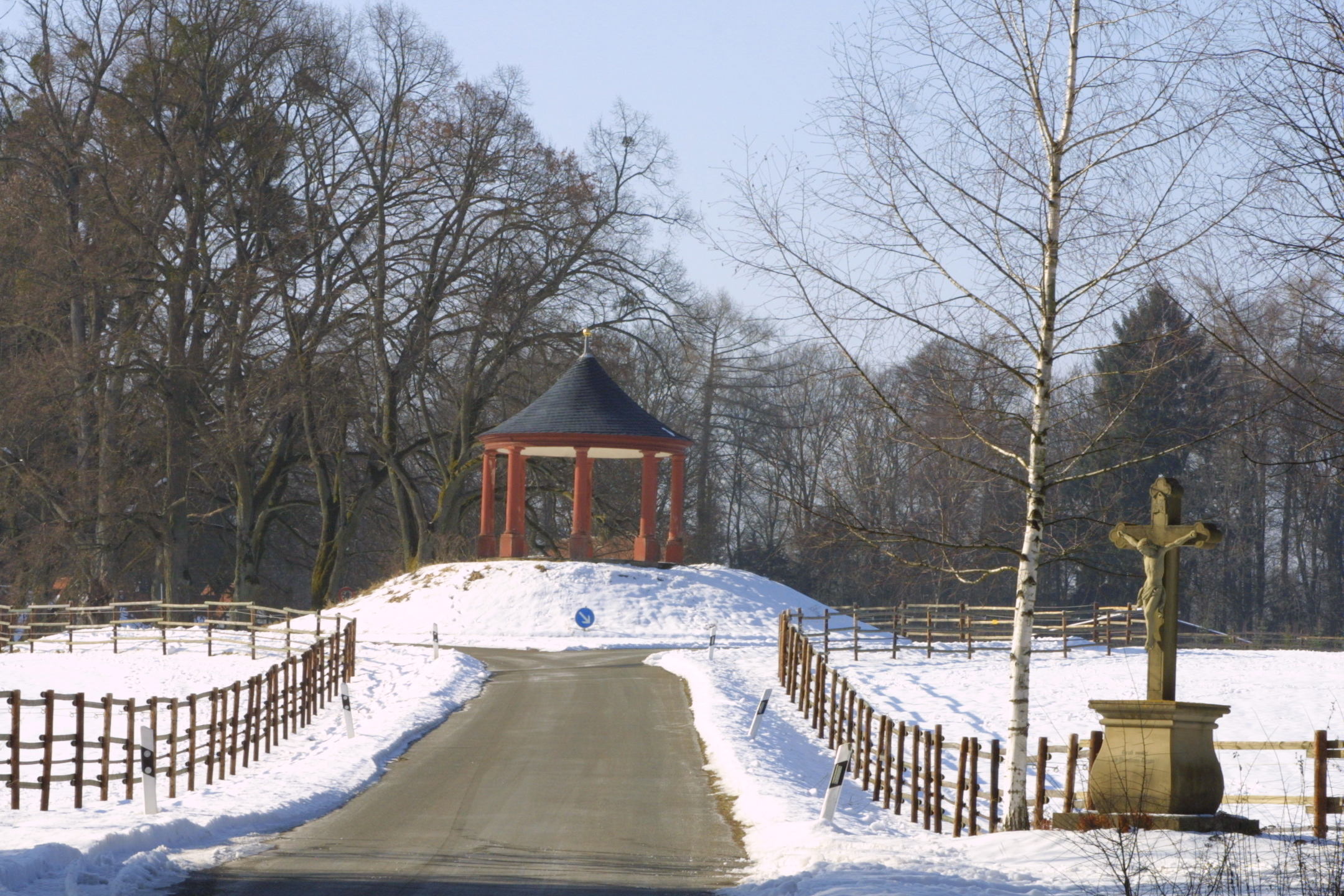
Cerestempel, 2003
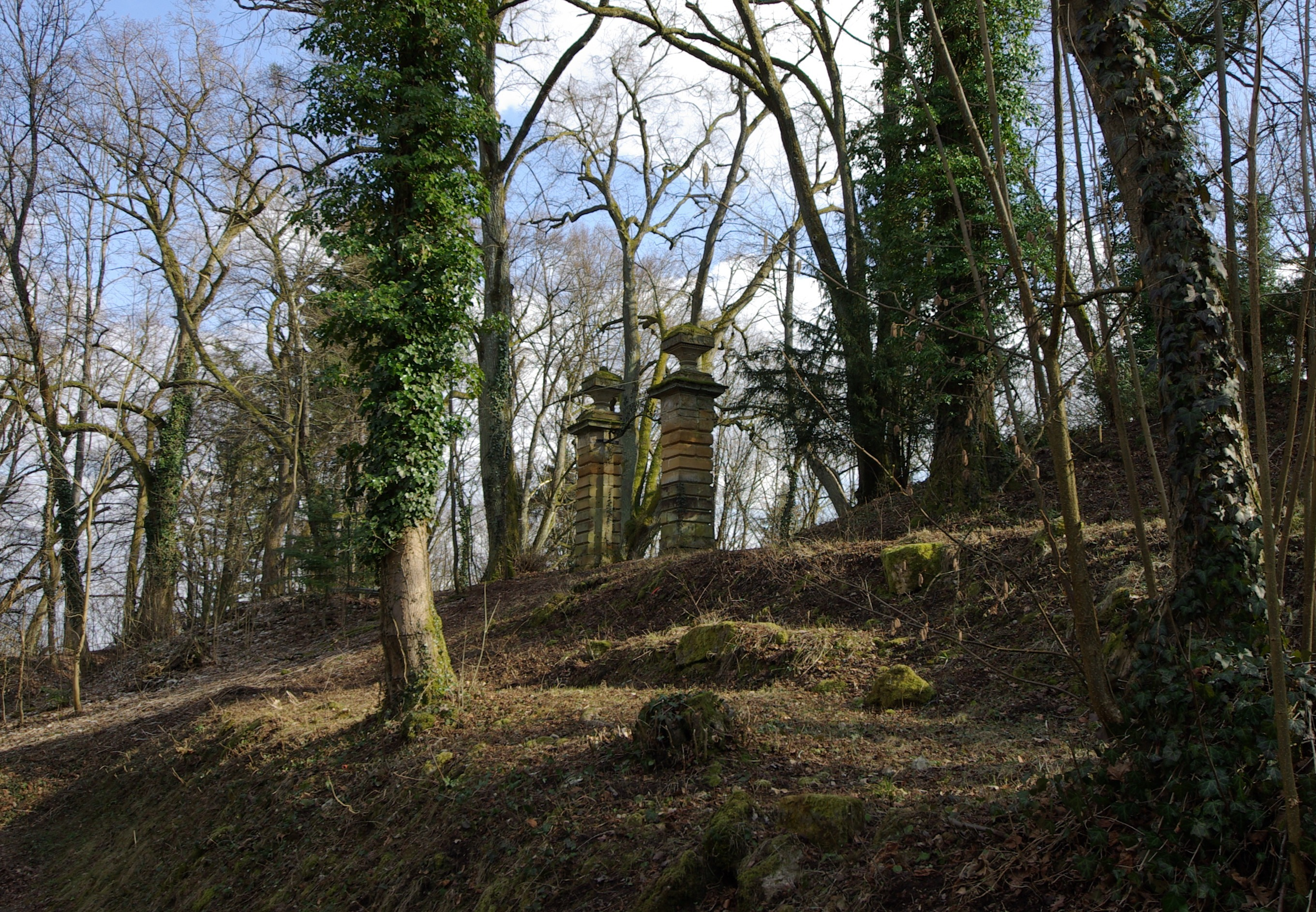
Tor des heute verwilderten Parks, 2011
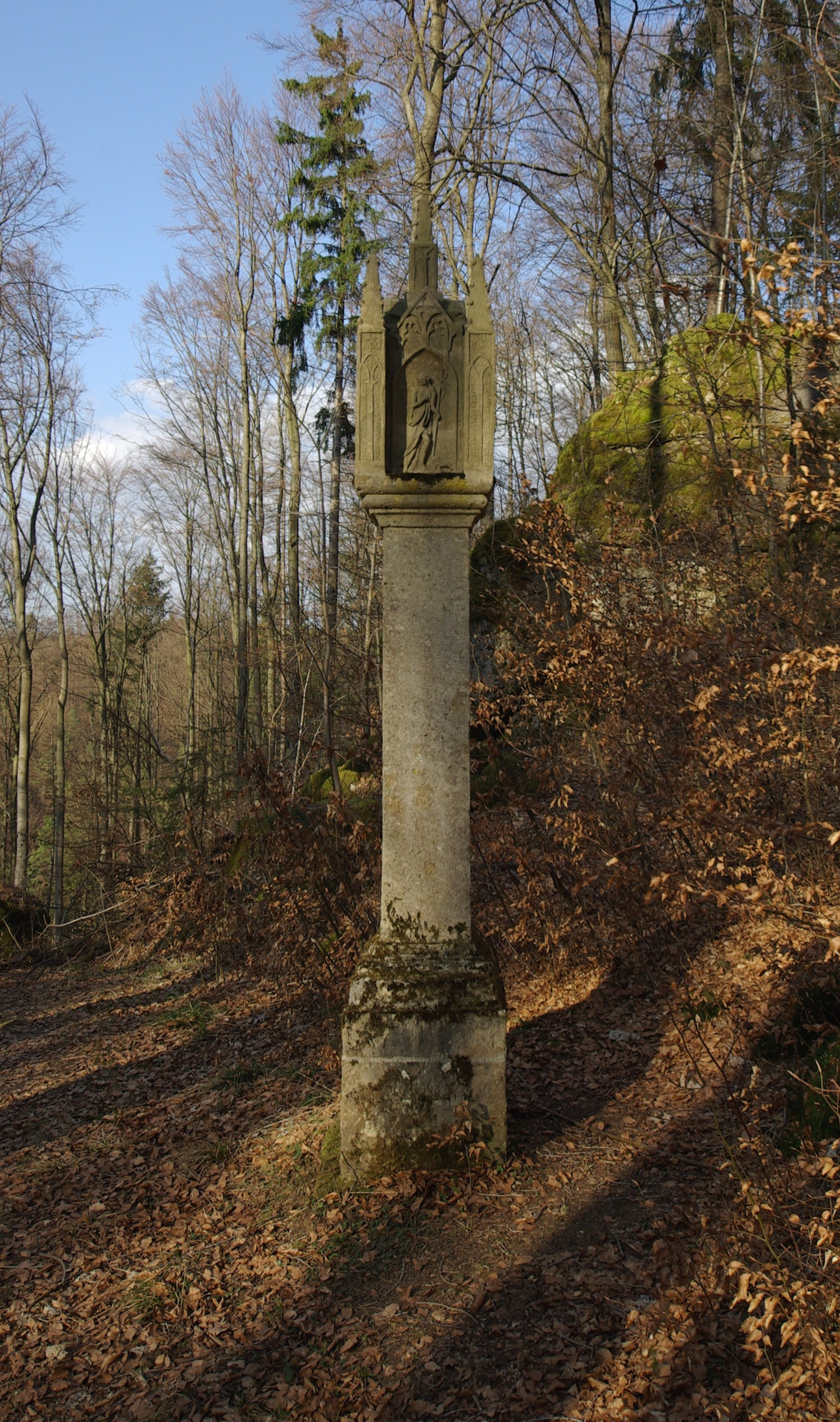
Bildstock „Streitberger Hans“, 2011
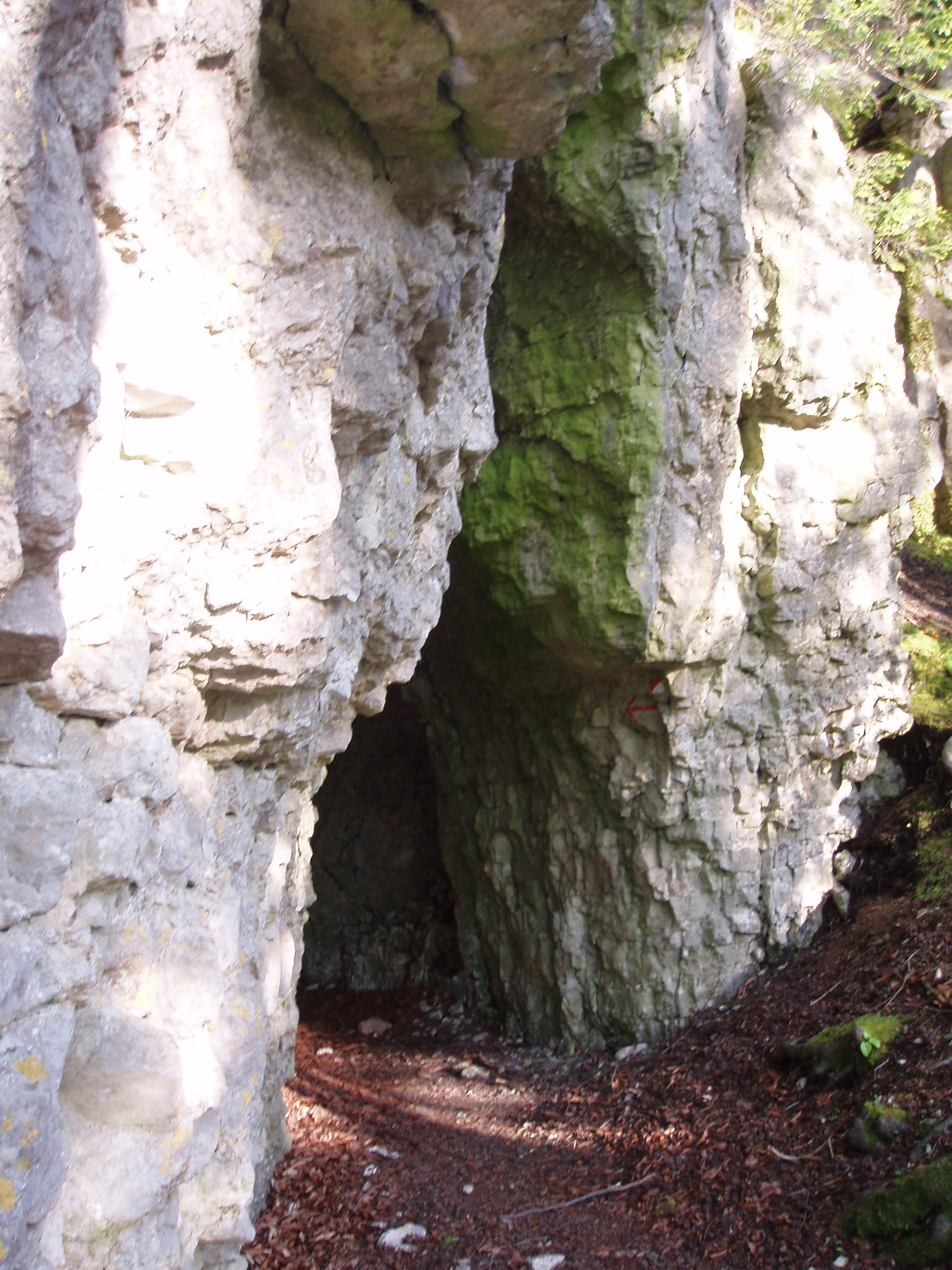
Eingang zur Femehöhle, 2008